# 古瀬洋一郎
古瀬 洋一郎（ふるせ よういちろう、1941年（昭和16年）11月4日 - ）は、日本の実業家。株式会社あきんどスシロー取締役会議長、ペルミラ・アドバイザーズ株式会社会長、エバンストン株式会社代表取締役、日東電工株式会社取締役、リンカーン・インターナショナル シニア・アドバイザー、NPO法人元氣農業開発機構理事長。

## 人物
大阪府出身。大阪大学法学部卒業、ノースウェスタン大学ケロッグ経営大学院修了。1964年に株式会社住友銀行入行。同行取締役、常務取締役を経て、マツダ株式会社専務取締役。2001年から2005年まで三洋電機株式会社代表取締役副社長を務めたが、野中ともよ会長と経営方針が対立して辞任した。退任後、リンカーン・インターナショナル、ペルミラ・アドバイザーズのシニア・アドバイザー、日東電工、Global Logistics Properties Limitedの取締役を務め、2011年あきんどスシロー取締役会議長に、2015年ペルミラ・アドバイザーズの会長に就任した。